# دوریان لی
دوریان لی (انگلیسی: Dorian Leigh؛ ۲۳ آوریل ۱۹۱۷ – ۷ ژوئیهٔ ۲۰۰۸) یک هنرپیشه، و مانکن (فرد) اهل ایالات متحده آمریکا بود.